# Casa Xanxo
La Casa Xanxo  est une demeure gothique située à Perpignan dans le département des Pyrénées-Orientales.

## Localisation
L'édifice, classé Monument historique, est situé au 8 rue de la Main de Fer à Perpignan dans le quartier Saint-Jean.

## Histoire

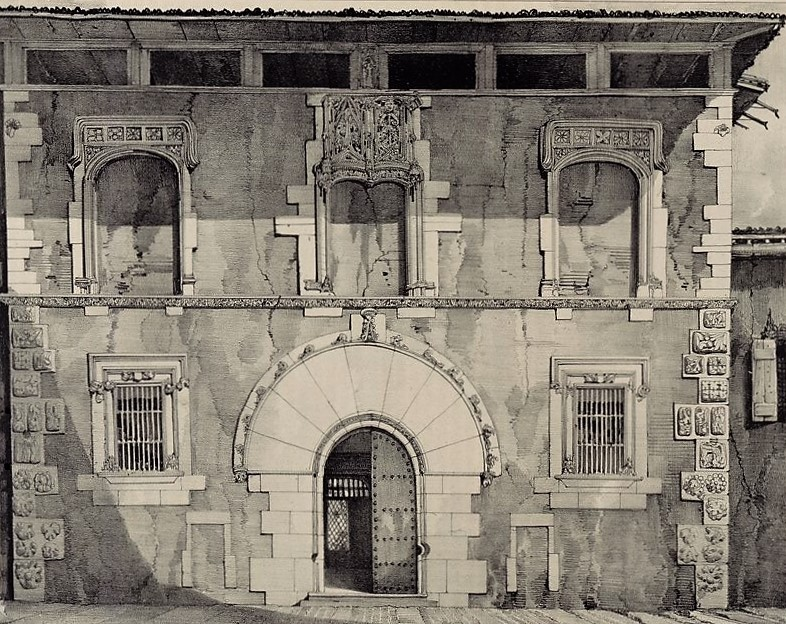
Casa Xanxo
Voyages pittoresques et romantiques (Justin Taylor, Charles Nodier, Alphonse de Cailleux)
Illustration d'Adrien Dauzats (1834)

La demeure fut construite à partir de 1506 par Bernat Xanxo, un riche marchand drapier de la ville, sur l'emplacement de quatre maisons qu'il avait acquises et démolies à cet effet. L'historien Pierre Vidal a mentionné, sans citer ses sources, la participation à la construction en 1508 d'un certain Pere Xifre ou Cifre, qui selon Y. Billaud pourrait être identifié à Pere Ciffre, maître d’œuvres du roi Ferdinand le Catholique, mais cela reste à ce jour une simple hypothèse. 
La maison se composait d'un corps de bâtiment principal donnant sur la rue, doté de la grande salle de réception au premier étage - qui est la seule partie subsistant aujourd'hui - et sans aucun doute d'autres ailes situées à l'emplacement de l'actuel jardin. Le corps de bâtiment principal était originellement deux fois moins large et était bordé d'une galerie à partir de laquelle se faisait la circulation. Cette galerie fut vraisemblablement détruite au cours du XIXe siècle, peut-être en plusieurs fois. 
Les recherches récentes de Sylvain Chevauché ont permis d'établir la suite des propriétaires et des mutations de l'époque de Bernat Xanxo à nos jours, et de déterminer qu'une galerie de circulation à colonnes sur deux niveaux, au premier niveau de laquelle on accédait par un escalier, entourait un "ciel ouvert" (patio) et subsistait encore en 1795 lors de la vente de la demeure comme bien national. Il est difficile de déterminer si cette galerie faisait partie de l'architecture originale, mais on sait qu'en 1682 une galerie ancienne fut partiellement démolie et refaite par les propriétaires du moment. Il est permis de penser que le niveau bas, doté de colonnes carrées, était le plus ancien et peut-être celui d'origine. La gravure de Dauzats publiée en 1834 dans le livre du baron Taylor est sans doute une représentation assez fidèle de la galerie dans son état du tout début du XIXe siècle. 
Au cours du XVIe siècle, la demeure passe dans la famille de Llupià par le mariage, en 1530, d'Angela Xanxo avec Francesc de Llupià i de Vallgornera. Ce dernier devient, en 1532, Procureur Royal des Comtés de Roussillon et de Cerdagne, charge dans laquelle son fils Lluis de Llupià i Xanxo lui succéde, puis les fils de ce dernier, d'abord Gabriel puis Joan de Llupià i Saragossa. Lors de la Guerre des Segadors, au cours de laquelle s'opposent la France et l'Espagne pour la conservation de la Catalogne, Joan de Llupià choisit le parti espagnol et s'exile à Barcelone en 1652. Ses biens sont confisqués et sa demeure est attribuée, entre 1653 et 1660, à Isabel Dulach, épouse de l'intendant militaire français Pierre Talon, et ce jusqu'à la restitution des biens ordonnée par le traité des Pyrénées. Vendue par les Llupià en 1666 à la famille de Foix-Béarn, elle passe ensuite par héritage à la maison d'Oms. Le marquis Joseph d'Oms (1722-1807) pense un temps la détruire totalement pour la remplacer par un hôtel particulier de style classique pour lequel il fait réaliser des plans par les architectes Duclos et Genton, mais le projet est abandonné vers 1785. La maison est confisquée par l'administration révolutionnaire au marquis d'Oms lors de son émigration.  
La demeure reçut plusieurs hôtes illustres au cours de son histoire : en 1537, Nicolas Perrenot de Granvelle, secrétaire de Charles Quint ; en 1622, Dorothée d'Autriche, fille de l'empereur Rodolphe ; en 1629, le duc de Feria, vice-roi de Catalogne ; en 1640, le duc de Cardona, également vice-roi, qui y décède de maladie. 
Entre 1803 et 1919, la maison fut le siège de la loge maçonnique "L'Union", la principale loge de Perpignan. Le "Cercle de l'Union", une association mondaine, la remplaça progressivement. Pour des raisons financières la maison dut être vendue aux enchères en 1919 et fut adjugée à Auguste d'Oriola dont la famille la conserva jusqu'en l'an 2000. A cette date, par préemption, la ville en devient propriétaire.

## Architecture et décorations
La demeure présente en façade un portail d'entrée en marbre sculpté avec archivolte et, à mi-hauteur une frise ou bandeau évoquant les Sept péchés capitaux et l'enfer, reliées par une corde, tandis qu'au centre un crâne décharné représente le passage de la vie à la mort. Pour Y. Billaud, qui a réalisé une description des différentes scènes et proposé une interprétation, on peut y déceler l'inspiration d'un modèle graphique répandu du Moyen Âge à la Renaissance, la « Cavalcade des vices », où les animaux personnifient des vices (ou des péchés capitaux) et sont liés et entraînés vers l’enfer. Le bandeau originel a été partiellement endommagé au moment du percement de deux fenêtres au premier étage au cours du XVIIIe siècle.

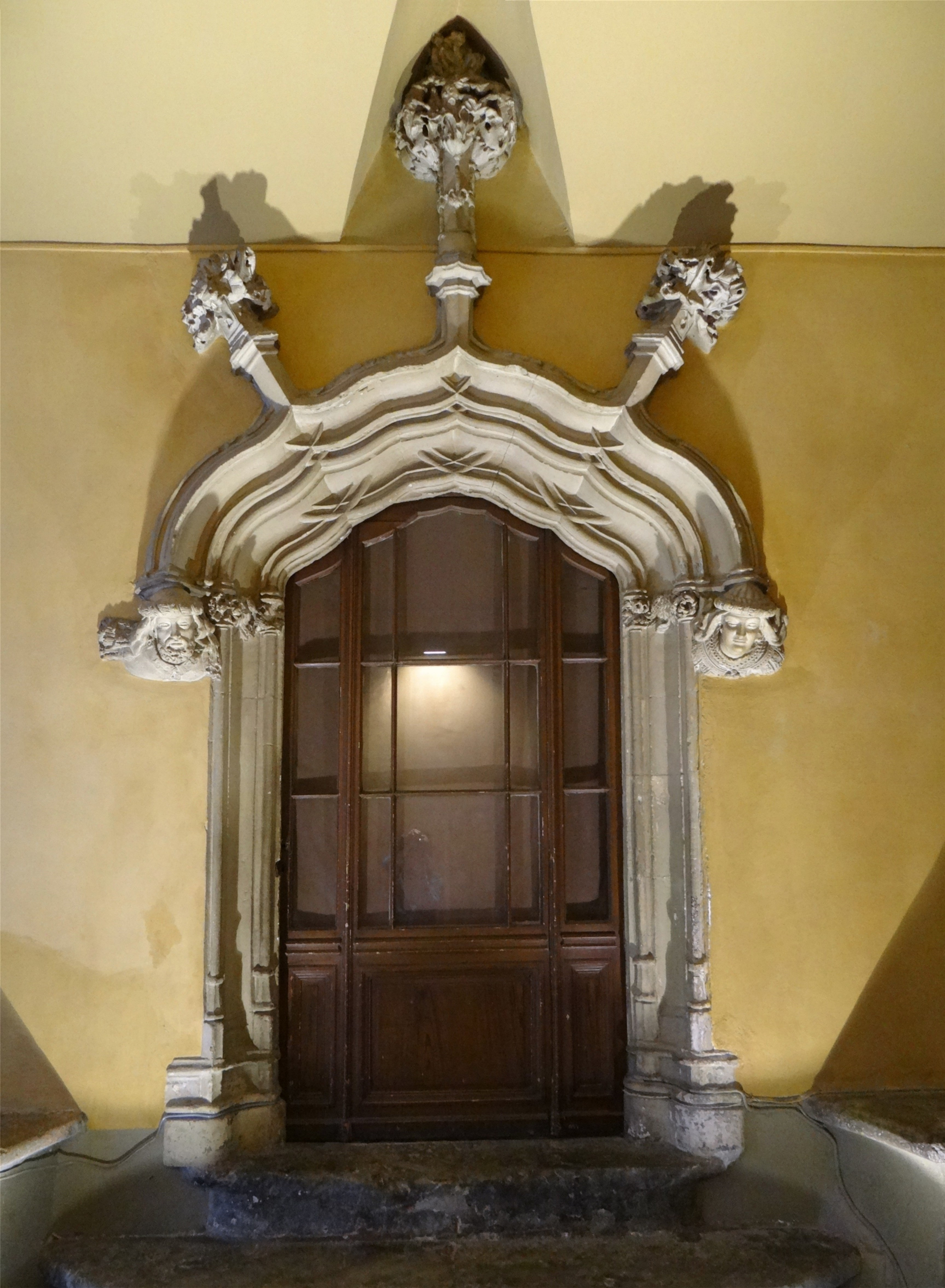
Porte sculptée dans le vestibule
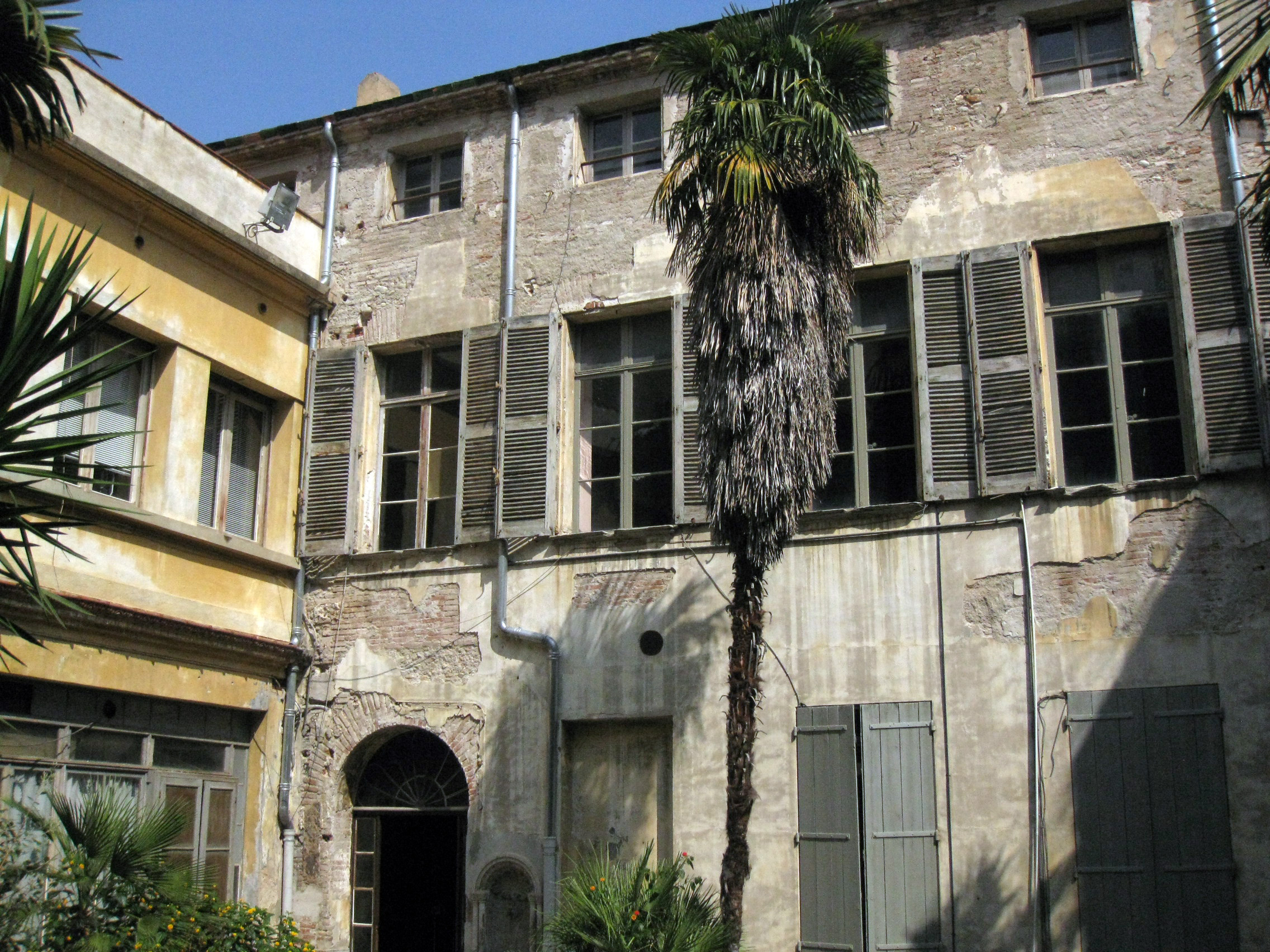
Partie donnant sur la cour, très détériorée